# 乌尔迪亚莱斯德尔帕拉莫
乌尔迪亚莱斯德尔帕拉莫，是西班牙卡斯蒂利亚-莱昂莱昂省的一个市镇。 总面积33平方公里，总人口688人（001年），人口密度21人/平方公里。